# Montenegro eller Pärlor och svin
Montenegro eller Pärlor och svin är en svensk engelskspråkig långfilm i genren svart komedi i regi av Dušan Makavejev. Regissören hade tidigare presterat några av den jugoslaviska filmhistoriens främsta verk och gjorde Montenegro i Sverige under sin period i exil. Filmen representerade Sverige vid Filmfestivalen i Cannes i maj 1981.
Mottagandet av Montenegro var blandat i Sverige. Elisabeth Sörenson i Svenska Dagbladet kallade filmen "säkert den mest lättglömda" av alla Makavejevs filmer. Montenegro hade världspremiär i New York och fick bra kritik i USA, exempelvis i The Village Voice och i Newsweek.[källa behövs]

## Rollista
- Susan Anspach - Marilyn Jordan
- Erland Josephson - Martin Jordan
- Per Oscarsson - doktor Pazardjian
- Bora Todorović - Alex Rossignol
- Marianne Jacobi - Cookie Jordan
- Jamie Marsh - Jimmy Jordan
- John Zacharias - morfar Bill
- Svetozar Cvetković - Montenegro
- Patricia Gelin - Tirke
- Lisbeth Zachrisson - Rita Rossignol
- Marina Lindahl - Pazardjians sekreterare
- Nikola Janic - Mustapha
- Lasse Åberg - tullinspektören
- Dragan Ilic - Hassan
- Milan Petrovic - Zanzibar-gäst
- John Parkinson - pianospelaren på Zanzibar
- Jan Nygren - polismannen på tullen
- Kaarina Harvistola - polis 1
- Eva Gislén - polis 2
- Elsie Holm - steppdansösen
- Paul Smith - taxichauffören
- Bo-Ivan Petersson - Bo Ivan Peterson